# وهيل فرنكس (كورنوال)
وهيل فرنكس (بالإنجليزية: Wheal Frances)‏ هي قرية تقع في المملكة المتحدة في كورنوال.